# تینا بخمن (بازیکن هاکی روی چمن)
تینا بخمن (انگلیسی: Tina Bachmann؛ زادهٔ ۱ اوت ۱۹۷۸) بازیکن هاکی روی چمن اهل آلمان بود.